# Motd

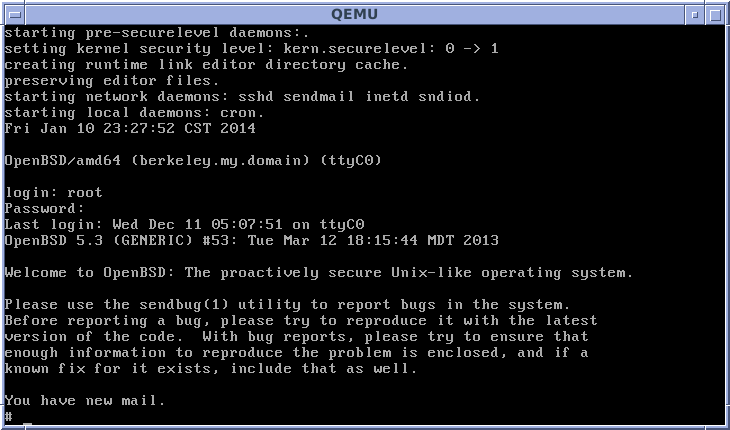
motd di OpenBSD

motd (acronimo inglese per message of the day, lett. "messaggio del giorno") è un messaggio che viene mostrato in fase di accesso all'utente per informarlo su regole o modifiche pertinenti alla macchina su cui ha effettuato l'accesso.
Nei sistemi Unix-like il messaggio è solitamente contenuto in un file di testo, anche se alcune distribuzioni Linux utilizzano un modulo PAM.
Nel protocollo Internet Relay Chat è presente il comando MOTD che permette la definizione di un messaggio quando un utente si connette a uno specifico server.